# Мухаммад Ахмад

Мухаммад Ахмад ібн ас-Сайїд ібн Абдуллах , також Махді Суданський (араб. محمد بن السيد عبدالله, 12 серпня 1844 — 22 червня 1885) — вождь визвольного руху в Судані, засновник махдистської держави.

## Біографія

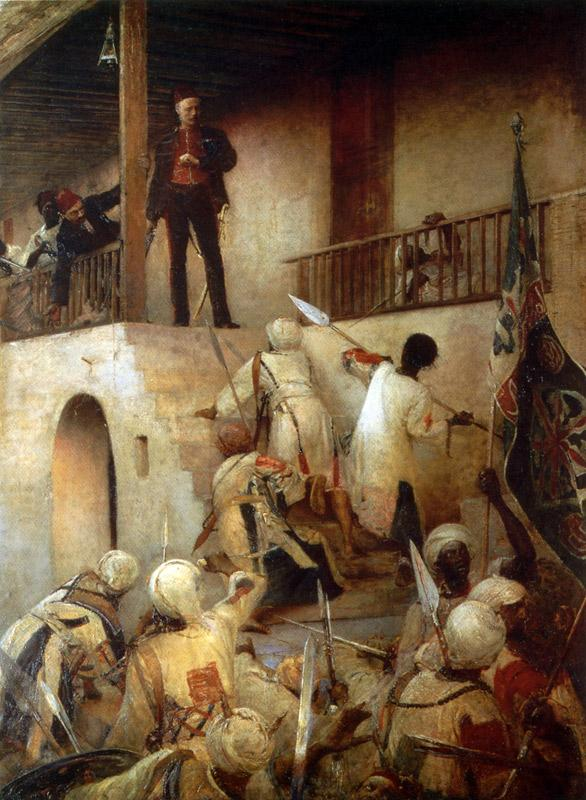
Загибель генерала Гордона під час падіння Хартума. Картина Дж. У. Роя

Мухаммад Ахмад народився на острові Дірар в провінції Донголі (Єгипетський Судан) в арабізірованій нубійській родині, яка веде свій родовід від пророка Мухаммада (сеїд). Пізніше родина Мухаммада Ахмада переїхала до Хартуму. Його батько і брати займалися виготовленням човнів. Мухаммад Ахмад пішов по стопах діда і зайнявся вивченням релігії. У Хартумі і Карарії він вивчав Коран і мусульманське право (фікг). У 1861 році зблизився з главою місцевих суфіїв Сулеманійя («ас-самманія») шейхом Мухаммадом аш-Шаріфом. Пізніше отримав від аш-Шаріфа право викладацької діяльності серед членів суфізму.
У 1870—1871 роках сім'я Мухаммада Ахмада переселилася на о. Аба на Білому Нілі (Західний Судан). Там він побудував мечеть і присвятив себе роздумам і молитвам. Засуджував як єресь будь-яке відхилення від Корану, закликав до «очищення віри» і до повернення до справжніх слів пророка.
Мухаммад Ахмад багато подорожував по Судану, відвідав Донголе, Кордофан і Сеннар. В цей час він встановив контакти з здібним організатором Абдуллахом ат-Таіша (Халіфа) з арабської етнічної групи баггара (Південний Дарфур). Мухаммад Ахмад виступав з критикою османсько-єгипетського панування в Судані. Близько 1880 він повернувся на о. Аба і оголосив себе Махді (месією). Після цього Махді проголосив скасування податків і почав збирати армію для священної війни (джихаду) проти турків і єгиптян.
У травні 1881 року єгипетська влада викликала Мухаммада Ахмада в Хартум для пояснень, але він відмовився підкоритися. Для знищення Махді і його послідовників, єгипетський намісник Рауф-паша послав озброєний загін в 200 чоловік, який 11 серпня висадився на острів Абба. Махдісти, які не мали вогнепальної зброї, ховалися до настання темряви, а потім оточили єгипетський загін і розбили його вщент.

## Повстання Махді

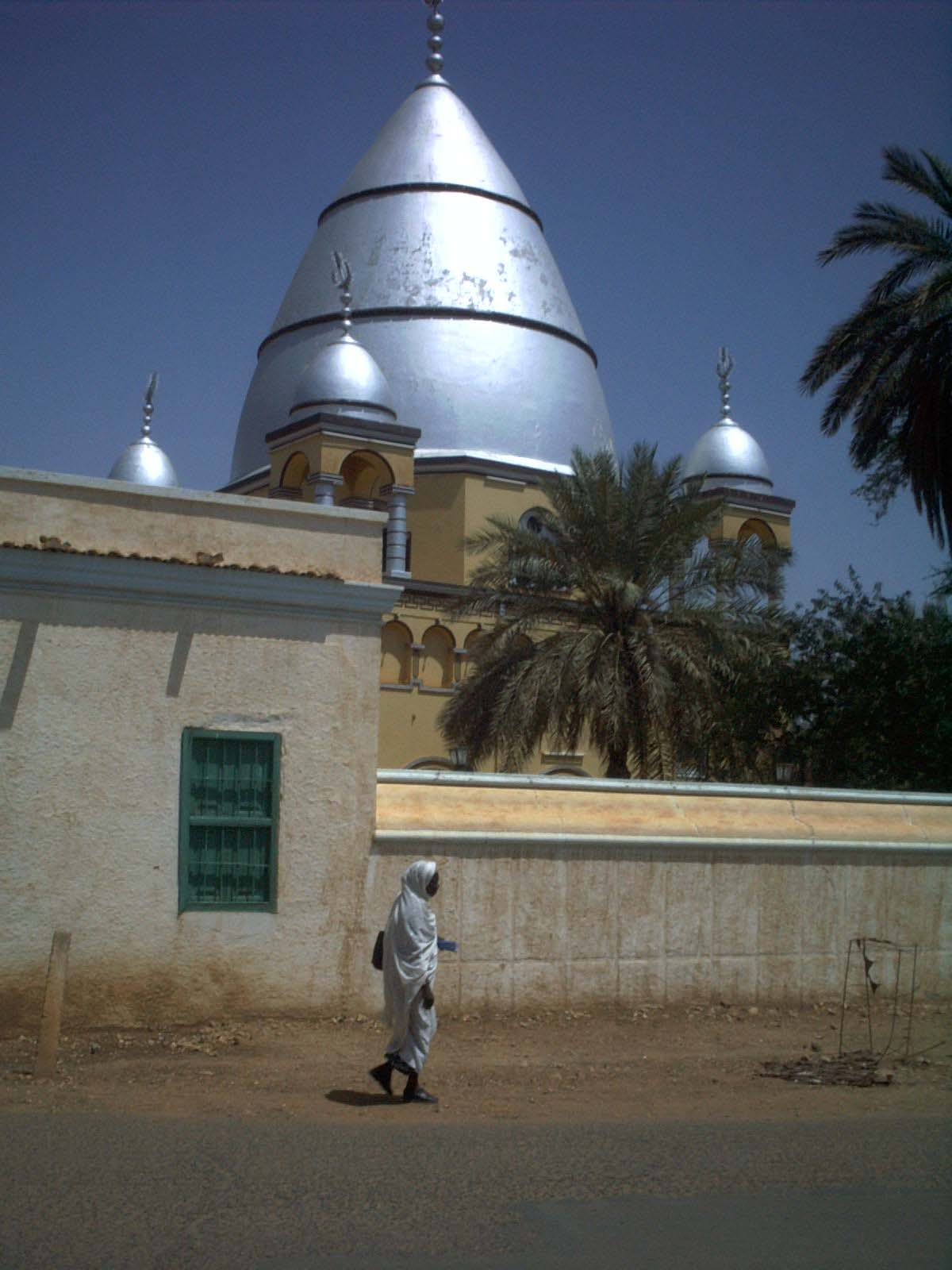
Мавзолей Мухаммада Ахмада в Омдурмані

Побоюючись подальших переслідувань з боку єгипетської влади, Мухаммад Ахмад і частина його прихильників (ансарів) попрямували в Кордофан; по дорозі до них приєднувалося багато послідовників, серед яких були селяни, кочівники, ремісники і селяни-раби. Діяльність Махді була підтримана частиною вождів суданських племен, а також арабськими работоргівцями, незадоволеними тим, що єгипетська влада на вимогу Британії заборонили работоргівлю.
У травні 1882 року погано озброєні ансари розбили під Ель-Обейді єгипетську армію чисельністю від 6 до 7 тисяч чоловік. До вересня 1882 року за контролем англо-єгипетських військ в цій області Судану залишилися міста Біра і Ель-Обейд, але і вони здалися махдістам на початку 1883 року.
Поступово повстання перекинулося в провінції Дарфур, Екваторія і Бахр-ель-Газаль. Після розгрому 8-тисячного загону єгиптян в Шейкане, Махдісти завоювали Дарфур, а в 1883 році взяли верх над прихильниками Юсеф-паші, мудіра (правителя) Фашоди (Кодок) в Джебель-Кадір. У грудні 1883 року капітулював колишній австрійський офіцер — Слатін-паша, який був відповідальним за оборону Дарджура. У березні — квітні 1884 року відбулися повстання областей Бербера і Донгола.
Англійці направили в Хартум генерала Чарлза Джорджа Гордона, який повинен був евакуювати до Єгипту європейців які жили в Судані. Після прибуття до Хартуму Гордон, 18 лютого 1884 року, запропонував Махді звільнити бранців в обмін на визнання його правителем Кордофана, дозвіл работоргівлі і встановлення з ним торговельних зносин. Махді відмовився прийняти пропозицію Гордона і 22 серпня послав війська на Хартум. У жовтні місто було обложене, а в ніч з 25 на 26 січня 1885 взятий штурмом махдістами. Генерал Гордон був убитий на щаблях свого палацу.
Мухаммад Ахмад встановив свою столицю в Омдурмані. До літа 1885 в його руках опинилася майже вся країна, за винятком порту Суакін на Червоному морі і Ваді-Хальфа на півночі
Встановлений Мухаммадом Ахмадом режим (Махдійя) грунтувався на традиційних ісламських законах і шаріатських судах. У формулу віри (шахаду) була включена віра в Махді і оголошення Мухаммада намісником пророка і месією (Махді Аллаха). Паломництво до Мекки (хадж) було замінено участю в священній війні (джихаді). Обов'язкова милостиня (закят) перетворилася в державний податок. Конфедерація суданських князівств і племен перетворювалася в централізовану теократичну державу на чолі з племінною знаттю.
Помер Мухаммад Ахмад 22 червня 1885 року від тифу. Його тіло було поховано в мавзолеї в Омдурмані. Після гострої боротьби за владу між заступниками Мухаммада Ахмада державу очолив Абдаллах ібн ас-Саїд Мухаммед Туршайн, який прийняв титул халіфа. Халіф відсторонив багатьох учнів Махді і членів його родини, завершивши створення режиму, що спирається на нову феодальну знати.
Абдуллах ібн Мухаммад продовжував розпочатий Махді джихад. В 1885 році він вступив в невдалу війну з Ефіопією. Атаки проти бельгійців в Конго і італійців в Еритреї також не принесли йому успіху. У 1896 році англо-єгипетські війська під командуванням Г. Кітченера почали наступ на махдістський Судан. На початку вересня 1898 року в битві під Омдурманом вони розбили махдістів і знищили половину їх армії. Держава створена Мухаммадом Ахмадом, була знищена, його прах був витягнутий з мавзолею в Омдурмані і спалений в топці пароплава. Відрубану голову Махді лорд привіз до Англії в ємності з гасом. Бернард Шоу порівнював це з наругою над останками Кромвеля при Стюартах.
Відступивший з залишками війська Абдуллах ібн Мухаммад продовжував битися до 1900 року